# CCC Development Team w sezonie 2020
CCC Development Team w sezonie 2020 – podsumowanie występów zawodowej grupy kolarskiej CCC Development Team w sezonie 2020.
Od sezonu 2019 firma CCC została głównym sponsorem grupy kolarskiej BMC Racing Team, zarządzanej przez firmę Continuum Sports, tworząc drużynę CCC Team, która, będąc kontynuatorem BMC, w sezonach 2019 i 2020 występowała w dywizji UCI WorldTeams. W związku z tym funkcjonująca do końca sezonu 2018 pod nazwą CCC Sprandi Polkowice (wcześniej znana jako CCC Polsat Polkowice) grupa została od sezonu 2019 przemianowana na CCC Development Team i przeniesiona z dywizji UCI Professional Continental Teams do UCI Continental Teams, stając się bezpośrednim zapleczem i drużyną rozwojową jeżdżącego w UCI World Tour CCC Team. Sezon 2020 był drugim z kolei, w którym funkcjonowała ona w tej formie, rywalizując w dywizji UCI Continental Teams. Jej dyrektorem sportowym, podobnie jak rok wcześniej, był Tomasz Brożyna.

## Transfery
W porównaniu z poprzednim sezonem zmianie uległa dokładnie połowa składu grupy. Do drużyny przyszło sześciu nowych kolarzy, spośród których tylko dwóch z grup zawodowych – Szymon Krawczyk z Voster ATS Team oraz Sawwa Nowikow z Lokosphinx (ten drugi został zawodnikiem CCC pod koniec lutego 2020 i ostatecznie w całym sezonie w żadnym z wyścigów z kalendarza UCI nie wystartował jako kolarz CCC). Z grupy odeszło również sześciu kolarzy – trzech do „macierzystego” CCC Team (Kamil Małecki, Michał Paluta i Attila Valter), dwóch do Voster ATS Team (Piotr Brożyna i Patryk Stosz) oraz jeden do Equipo Kern Pharma (Sergio Tu).
| Przybyli        | Przybyli                         | Odeszli       | Odeszli                    |
| Kolarz          | Poprzednia grupa zawodowa (2019) | Kolarz        | Nowa grupa zawodowa (2020) |
| --------------- | -------------------------------- | ------------- | -------------------------- |
| Sawwa Nowikow   | Lokosphinx                       | Attila Valter | CCC Team                   |
| Michał Gałka    | brak                             | Kamil Małecki | CCC Team                   |
| Szymon Krawczyk | Voster ATS Team                  | Michał Paluta | CCC Team                   |
| Petr Kelemen    | brak                             | Patryk Stosz  | Voster ATS Team            |
| Michał Jaskot   | brak                             | Piotr Brożyna | Voster ATS Team            |
| Dominik Górak   | brak                             | Sergio Tu     | Equipo Kern Pharma         |

## Skład
| Skład drużyny 2020                       | Skład drużyny 2020   | Skład drużyny 2020 | Skład drużyny 2020                        |
| Imię i nazwisko                          | Data urodzenia       | Państwo            | Poprzednia grupa                          |
| ---------------------------------------- | -------------------- | ------------------ | ----------------------------------------- |
| Stanisław Aniołkowski                    | 20 stycznia 1997     | Polska             | Team Hurom (2018)                         |
| Michał Gałka                             | 19 kwietnia 2001     | Polska             | CCC Copernicus (2019)                     |
| Dominik Górak                            | 12 października 2001 | Polska             | Warszawski Klub Kolarski (2019)           |
| Michał Jaskot                            | 26 maja 2001         | Polska             | CCC Copernicus (2019)                     |
| Petr Kelemen                             | 18 listopada 2000    | Czechy             | World Cycling Centre (2019)               |
| Szymon Krawczyk                          | 8 sierpnia 1998      | Polska             | Voster ATS Team (2019)                    |
| Sawwa Nowikow (21 lut–31 gru)            | 27 lipca 1999        | Rosja              | Lokosphinx (2019)                         |
| Damian Papierski                         | 26 stycznia 2000     | Polska             | UKS Koźminianka Koźminek (2018)           |
| Piotr Pękala                             | 4 sierpnia 1998      | Polska             | Pogoń Mostostal Puławy (2018)             |
| Szymon Tracz                             | 12 listopada 1998    | Polska             | ONE Pro Cycling (2018)                    |
| Kacper Walkowiak                         | 5 stycznia 2000      | Polska             | CCC Copernicus (2018)                     |
| Karol Wawrzyniak                         | 19 kwietnia 2000     | Polska             | TKK Pacific Toruń - Nestlé Fitness (2018) |
|                                          |                      |                    |                                           |
| Źródła: ProCyclingStats Cycling Archives |                      |                    |                                           |

## Zwycięstwa
CCC Development Team w sezonie 2020 odniósł siedem zwycięstw w wyścigach z cyklu UCI Europe Tour, triumfując trzy razy w klasyfikacji generalnej wyścigu i czterokrotnie w pojedynczych etapach. Jedna z tych wygranych miała miejsce w wyścigu kategorii 1.2, a pozostałe w kategorii 2.2. Sześć spośród tych zwycięstw odniósł Stanisław Aniołkowski, który sięgnął także po tytuł mistrza Polski w wyścigu ze startu wspólnego.
| Zwycięstwa       | Zwycięstwa                                                  | Zwycięstwa | Zwycięstwa | Zwycięstwa            | Zwycięstwa |
| Data             | Wyścig                                                      | Państwo    | Kategoria  | Zwycięzca             |            |
| ---------------- | ----------------------------------------------------------- | ---------- | ---------- | --------------------- | ---------- |
| 23 sie           | Mistrzostwa Polski – start wspólny                          | Polska     | CN         | Stanisław Aniołkowski |            |
| 6 września 2020  | Bałtyk-Karkonosze Tour, klasyfikacja generalna              | Polska     | 2.2        | Stanisław Aniołkowski |            |
| 6 wrz            | Bałtyk-Karkonosze Tour, 4. etap                             | Polska     | 2.2        | Stanisław Aniołkowski |            |
| 11 wrz           | Wyścig Solidarności i Olimpijczyków, 3. etap                | Polska     | 2.2        | Stanisław Aniołkowski |            |
| 12 września 2020 | Wyścig Solidarności i Olimpijczyków, klasyfikacja generalna | Polska     | 2.2        | Stanisław Aniołkowski |            |
| 18 wrz           | Małopolski Wyścig Górski, 1. etap                           | Polska     | 2.2        | Stanisław Aniołkowski |            |
| 9 paź            | Giro della Regione Friuli Venezia Giulia, 2. etap           | Włochy     | 2.2        | Szymon Krawczyk       |            |
| 10 paź           | Visegrad 4 Bicycle Race Grand Prix Slovakia                 | Słowacja   | 1.2        | Stanisław Aniołkowski |            |

## Ranking UCI
Drużyna zakończyła sezon 2020 na 38. pozycji w rankingu klubowym UCI, spośród polskich grup pokonując Voster ATS Team oraz Wibatech Merx. W rankingu UCI Europe Tour CCC Development Team zajęło z kolei 17. lokatę, plasując się jednocześnie na 4. pozycji wśród zespołów z dywizji UCI Continental Teams (lepsze były tylko Mazowsze Serce Polski, Elkov–Kasper oraz Minsk Cycling Club).
Indywidualnie najlepszym zawodnikiem grupy CCC Development Team w sezonie 2020 był Stanisław Aniołkowski, który w rankingu UCI zajął 126. miejsce z dorobkiem 328 punktów.
| Ranking UCI | Ranking UCI           | Ranking UCI | Ranking UCI |
| Kolarz      | Kolarz                | Państwo     | Punkty      |
| ----------- | --------------------- | ----------- | ----------- |
| 126.        | Stanisław Aniołkowski | Polska      | 328 pkt     |
| 424.        | Sawwa Nowikow         | Rosja       | 91 pkt      |
| 433.        | Szymon Krawczyk       | Polska      | 89.6 pkt    |
| 954.        | Petr Kelemen          | Czechy      | 29 pkt      |
| 1005.       | Karol Wawrzyniak      | Polska      | 25 pkt      |
| 1259.       | Damian Papierski      | Polska      | 15 pkt      |
| 1369.       | Szymon Tracz          | Polska      | 10.6 pkt    |
| 1370.       | Piotr Pękala          | Polska      | 10.6 pkt    |
| 1542.       | Kacper Walkowiak      | Polska      | 6.6 pkt     |
| 2192.       | Dominik Górak         | Polska      | 0.6 pkt     |